# Norðoya prestagjalds kommuna
Norðoya prestagjalds kommuna var en kommune på Færøerne. Den var en af de kommuner, der blev oprettet på grundlag af øernes i præstegæld i 1872. Kommunen omfattede hele øgruppen Norðoyar. Den blev delt i Klaksvíkar kommuna, Viðareiðis, Fugloyar og Svínoyar kommuna og Kunoyar, Mikladals og Húsa kommuna i 1908.
Klæmint Olsen var borgmester i kommunen i hele dens levetid.